# Dana Friedrich
Daniela „Dana“ Friedrich (* 9. Juni 1976) ist eine deutsche Schauspielerin, Synchronsprecherin und Moderatorin.

## Werdegang

### Schauspiel
Dana Friedrich erhielt ihre Schauspielausbildung bei Sigrid Andersson. Seit 1993 agierte sie als Bühnenschauspielerin an verschiedenen deutschen Theatern, darunter am Theater Nordhausen/Loh-Orchester Sondershausen und am Neuen Theater Halle/Saale.

### Weiterer Werdegang
Von 1999 bis 2003 studierte sie Sprechwissenschaft und Phonetik an der Martin-Luther-Universität Halle-Wittenberg. Anschließend nahm sie Sprechunterricht bei Katrin Fischer an der Hochschule für Musik und Theater „Felix Mendelssohn Bartholdy“ Leipzig. Darüber hinaus wurde sie von Günther Wirth (ZDF, ARD), Susanne Haeberlein (Medienakademie Dortmund) und Prof. Christoph Hilger im Bereich Sprechen doziert.
Am Anfang ihrer Karriere sprach Friedrich vorrangig Imagefilme und Werbespots. Von September 2004 bis Januar 2005 war sie als Nachrichtensprecherin bei dem Sender Radio Brocken tätig. Später agierte sie auch als Station- und Promo-Voice für die Radiosender Energy Nürnberg, Hit Radio N1 und Radio SAW. Es folgten Engagements als Offstimme für diverse Fernsehmagazine von ProSieben, Sat.1, ZDF (Terra X) und RTL (Mitten im Leben). Bis heute ist sie als Voice-over-Sprecherin in etlichen Dokumentationen zu hören gewesen, darunter auch Unter fremden Decken – Auf der Suche nach dem besten Sex der Welt, Mätressen – Die geheime Macht der Frauen und Savonarola sowie wie in der Oscar-prämierten Kino-Dokumentation 20 Feet From Stardom.
Dana Friedrich lebt und arbeitet in Berlin. Seit 2016 ist Dana Friedrich die weibliche Station-Voice im Programm des Fernsehsenders ZDF.

### Synchronisation
Seit 2005 arbeitet Dana Friedrich auch als Synchronschauspielerin. Kleinere Rollen hatte sie beispielsweise in den Serien Royal Pains, Nurse Jackie, Sons of Anarchy und Leverage inne. In der Krimi-Serie Castle sprach sie über zehn Rollen und lieh so unter anderem Kelly Hu und Beth Behrs ihre Stimme. Erste größere Rollen vertonte Friedrich in der Anime-Serie Samurai Girls, in der sie Matabee Gotou sprach, in Law & Order: LA als Anna Denton, in Glee als Mrs. Tennison und in Good Wife als Geneva Pine. In dem preisgekrönten Film Martha Marcy May Marlene synchronisierte sie unter der Regie von Joachim Kunzendorf die Protagonistin, gespielt von Elizabeth Olsen, die sie 2013 in Oldboy erneut sprach.
Dana Friedrich ist die deutsche Stimme von Anna Stellern als Kim in The Interceptor (2015–), als Claudia im Kinofilm Das hält kein Jahr…! sowie als Elaine in der Comedy-Serie Spy sowie von Maribeth Monroe als Kendra Peterson in der Comedy-Serie The Brink – Die Welt am Abgrund und als Alice Murphy in Workaholics. Weitere Hauptrollen synchronisierte Friedrich in den Kinofilmen Paris um jeden Preis als deutsche Stimme von Shirley Bousquet als Emma und Sinister 2 als Stimme von Shannyn Sossamon in der Rolle Courtney Collins sowie in den britischen Serien Strike Back und Episodes. In der US-amerikanischen Serie Legends lieh Friedrich ihre Stimme der Schauspielerin Kelly Overton in der Rolle Nina Brenner. Auch in der preisgekrönten Serie The Newsroom und in The Garden of Words ist Friedrich als Synchronsprecherin vertreten.
Außerdem ist sie die deutsche Standardstimme von Reality-TV-Protagonistin Kourtney Kardashian.

## Synchronrollen (Auswahl)

### Filme
- 2006: für Deidre Goodwin in Half Nelson, Rolle: Tina
- 2010: für Jelena Stupljanin in Cirkus Columbia, Rolle: Azra
- 2010: für Kate Magowan in Tuesday – Gleiche Bank. Gleicher Tag. Andere Story, Rolle: Angie Dawson
- 2010: Glück auf Umwegen (La Chance de ma vie)
- 2011: für Eva Birthistle in Save Angel Hope, Rolle: Renee Frye
- 2011: für Giorgia Surina in Das Geheimnis der Villa Sabrini, Rolle: Cosima Bertone
- 2011: für Samantha Beaulieu in Texas Killing Fields – Schreiendes Land, Rolle: Sheila
- 2012: für Michelle Ryan in Cleanskin – Bis zum Anschlag, Rolle: Emma
- 2012: für Elizabeth Olsen in Martha Marcy May Marlene, Rolle: als Martha
- 2013: für Elizabeth Olsen in Oldboy, Rolle: Marie Sebastian
- 2013: für Arly Jover in Der Aufsteiger, Rolle: Séverine Saint Jean
- 2013: für Anna Skellern in Das hält kein Jahr…!, Rolle: Claudia
- 2013: für Jud Tylor in 42 – Die wahre Geschichte einer Sportlegende, Rolle: Lauraine Day
- 2013: für Karoline Reciugaite in Anna Karenina, Rolle: Prinzessin Sorokina
- 2013: für Lydia Leonard in Inside Wikileaks – Die fünfte Gewalt, Rolle: Alex Lang
- 2014: für Jen Taylor in Halo 4: Forward Unto Dawn, Rolle: Cortana
- 2014: für Kimberly Cox in Sin City 2: A Dame to Kill For, Rolle: Lillian
- 2014: für Shirly Bousquet in Paris um jeden Preis, Rolle: Emma
- 2014: für Stine Stengade in Endstation Prag, Rolle: Maja
- 2014: für Deidrie Henry in Beyond the Lights, Rolle: Felicia
- 2014: für Sophie Evans in Pride, Rolle: Debbie Thomas
- 2014: für Robyn Lively in Ouija – Spiel nicht mit dem Teufel, Rolle: Mrs. Galardi
- 2014: für Anjali Jay in Nachts im Museum: Das geheimnisvolle Grabmal, Rolle: Shepseheret
- 2014: für Sarita Choudhury in Die Tribute von Panem – Mockingjay Teil 1, Rolle: Egeria
- 2014: für Fumi Hirano in The Garden of Words, Rolle: Takao’s Mutter
- 2015: für Sarita Choudhury in Die Tribute von Panem – Mockingjay Teil 2, Rolle: Egeria
- 2015: für Ronda Rousey in Entourage, Rolle: Ronda
- 2015: für Shannyn Sossamon in Sinister 2, Rolle: Courtney Collins
- 2015: für Dawn Olivieri in The Last Witch Hunter, Rolle: Dawnique
- 2015: für Anjali Jay in Für immer Adaline, Rolle: Cora
- 2016: für Jeong-hee Moon in Pandora, Rolle: Jeong-hye
- 2016: für Hélène Fillières in Arès – Der letzte seiner Art, Rolle: Altman
- 2017: für Lisa Loven Kongsli in Wonder Woman und Justice League, Rolle: Menalippe
- 2020: für Sheila Atim in "Bruised" als Bobbi Buddhakan Berroa
- seit 2021:  für Deborah Ayorinde  in „Them“ als Lucky Emory
- 2022: für Sheila Atim in "The Woman King" als Amenza

### Serien
- 2004–2005/2012: für Nike Doukas in Desperate Housewives, Rolle: Natalie Klein
- 2008: für Melissa Fahn in Mon Colle Knights, Rolle: Lailai
- 2010: für Yû Kobayashi in Samurai Girls, Rolle: Matabee Goutou
- 2010: für Judith Moreland in Rizzoli & Isles, Rolle: Prison Official
- 2010–2021: für Kourtney Kardashian in Keeping Up with the Kardashians, Rolle: Kourtney Kardashian
- seit 2010: für Kourtney Kardashian in Khloe and Lamar, Rolle: Kourtney Kardashian
- seit 2010: für Laura Ling in E! Investigates: Teen Suicide, Rolle: Laura Ling
- 2011: für Jillian Armenante in Desperate Housewives, Rolle: Rachel
- 2011: für Rebecca Lowman in Scandal, Rolle: Linda Sullivan
- 2011–2020: für Afton Williamson in Homeland, Rolle: Helen Walker
- seit 2011: für Amanda Mealing in Strike Back – Project Dawn, Rolle: Colonel Eleonor Grant
- seit 2011: für Kourtney Kardashian in Kourtney and Khloe Take New York, Rolle: Kourtney Kardashian
- seit 2011: für Laura Ling in E! Investigates: The Family Who Vanished, Rolle: Laura Ling
- 2011–2016: für Renée Elise Goldsberry in Good Wife, Rolle: Geneva Pine
- 2012: für Nicole Oliver in Der kleine Prinz, Rolle: Königin Jade
- 2012: für Aasha Davis in Castle, Rolle: Alyssa Lofters
- 2012: für Kristina Brändèn in Die Brücke – Transit in den Tod, Rolle: Anne
- 2012: für Rebecca Lowman in Law & Order: Los Angeles, Rolle: Anna Denton
- 2012–2013: für Anna Skellern in Spy, Rolle: Elaine
- 2012–2014: für Adina Porter in The Newsroom, Rolle: Kendra James
- seit 2012: für Giuliana Rancic in Beyond Candid, Rolle: Giuliana Rancic
- seit 2012: für Giuliana Rancic in Giuliana & Bill, Rolle: Giuliana Rancic
- seit 2012: für Giuliana Rancic in Red Carpet, Rolle: Giuliana Rancic
- seit 2012: für Kimora Lee Simmons in Kimora – House of Fab, Rolle: Kimora Lee Simmons
- seit 2012: für Kimora Lee Simmons in Kimora – Life in the Fab Lane, Rolle: Kimora Lee Simmons
- seit 2012: für Kourtney Kardashian in Kourtney and Khloe Take Miami, Rolle: Kourtney Kardashian
- 2013: für Aasha Davis in Criminal Minds, Rolle: Daria Samsen
- 2013: für Kelly Hu in Castle, Rolle: Scarlet Jones
- 2013–2014: für Judith Moreland in The Crazy Ones, Rolle: Sandra
- 2013–2017: für Genevieve O’Reilly in Episodes, Rolle: Jamie Lapidus
- 2013–2015: für Julia Benson in Cedar Cove – Das Gesetz des Herzens, Rolle: Jeri Drake
- 2014: für Yû Kobayashi in Samurai Girls 2: Samurai Bride, Rolle: Matabee Goutou
- 2014: Die Oktonauten, Rolle: Paula
- 2014: für Jamie Denbo in The Crazy Ones, Rolle: Katherine
- 2014: für Jennifer Hudson in Smash, Rolle: Veronica Moore
- 2014: für Mercedes Masöhn in Californication, Rolle: Amy Taylor Walsh
- 2014–2016: für Kath Soucie in Star Wars Rebels, Rolle: Maketh Tua
- 2014–2017: für Caitlin McHugh in Vampire Diaries, Rolle: Sloan
- seit 2014: für Jodie March in Jodie March: Das Anabolika Experiment, Rolle: Jodie March
- seit 2014: für Jodie March in Jodie March: Das Rotlicht Experiment, Rolle: Jodie March
- seit 2014: für Jodie March in Jodie March: Das Tattoo Experiment, Rolle: Jodie March
- 2014–2022: für Judith Moreland in Black-ish, Rolle: Angela Montgomery
- seit 2014: für Kourtney Kardashian in Kourtney & Khloé Take the Hamptons, Rolle: Kourtney Kardashian
- 2014–2017: für Tamlyn Tomita in Teen Wolf, Rolle: Noshiko Yukimura
- 2015: für Blanca Lewin in Prófugos – Auf der Flucht, Rolle: Laura Ferragut
- 2015: für Kelly Overton in Legends, Rolle: Nina Brenner
- 2015: für Sarah Chalke in Backstrom, Rolle: Amy Gazanian
- 2015–2018: für Amy Rutberg in Marvel’s Daredevil, Rolle: Marci Stahl
- seit 2015: für Ana Ayora in Banshee: Small Town. Big Secrets, Rolle: Deputy Nina Cruz
- 2016: für Anna Skellern in The Interceptor, Rolle: Kim
- seit 2019: für Alexandra Breckenridge in Virgin River, Rolle Melinda Monroe
- seit 2019: für Mimi Ndiweni in "The Witcher" als Fringilla Vigo
- seit 2019: für Maribeth Monroe in "Bob Heart's Abishola" als Christina
- 2020:  für Alice Braga in „We are who we are“  als Maggie Wilson
- seit 2020: für Alana De La Garza in „FBI“  als  Special Agent Isobel Castille
- 2021: Navy CIS für Nikki Crawford
- 2023: Navy CIS: L.A. für Aliza Pearl als Maxine Collins
- seit 2022:  für Vivienne Acheampong in "The Sandman" als Lucienne
- seit 2022:  für Sarita Choudhury in "Sex and the City and Just like That" als Seema Patel

### Hörbuch
Für das diverse Hörbücher, darunter  Der Weg zu Christus, Der Wind in den Weiden oder Nils Holgersson stand Dana Friedrich ebenfalls vor dem Mikrofon. Auch die Hörspiele Gregs Tagebuch, Juniordetektei Jammerthal, End of Time – Waffen der Apokalypse (Rolle: Linda Clark) und Foster – Prolog: Die Seele eines Dämons (Rolle: Eireen Cox) entstanden mit ihrem Mitwirken. 

### Computerspiele
- 2021: Sea of Solitude – The Director’s Cut, Rolle: Vivienne
- seit 2016: FIFA  - Rolle: Kate Hunter (Alex's Hunters Mutter)
- seit 2021: Jurassic World (AI Voice)